# I'm in a Phone Booth, Baby
I'm in a Phone Booth, Baby — студійний альбом американського блюзового музиканта Альберта Кінга, випущений 1984 року лейблом Stax. Того ж року альбом був номінований на премію «Греммі» (в категорії «Найкращий альбом традиційного блюзу»).

## Визнання
1984 року на 26-й церемонії нагородження премії «Греммі» альбом був номінований в категорії «Найкращий альбом традиційного блюзу».

## Список композицій
1. «Phone Booth» (Річард Казенс, Роберт Крей, Майк Венніс, Денніс Вокер) — 3:54
2. «Dust My Broom» (Елмор Джеймс, Роберт Джонсон) — 3:57
3. «The Sky Is Crying» (Елмор Джеймс, Кларенс Льюїс, Морган Робінсон) — 5:39
4. «Brother, Go Ahead and Take Her» (Денніс Вокер) — 4:28
5. «Your Bread Ain't Done» (Даг Маклеод) — 3:57
6. «Firing Line (I Don't Play With Your Woman, You Don't Play with Mind)» (Сер Мек Райс) — 3:26
7. «The Game Goes On» (Едвард Ерлі) — 4:01
8. «Truck Load of Lovin'» (Джиммі Льюїс) — 4:19
9. «You Gotta Sacrifice» (Майкл Ллоренс) — 4:20

## Учасники запису
- Альберт Кінг — вокал, гітара, продюсер
- Тоні Ллоренс — фортепіано, орган, продюсер
- Гас Торнтон — бас
- Майкл Ллоренс — ударні, продюсер
- Стів Дуглас — саксофон
- Кел Льюїнгстон — труба